# Acura TSX

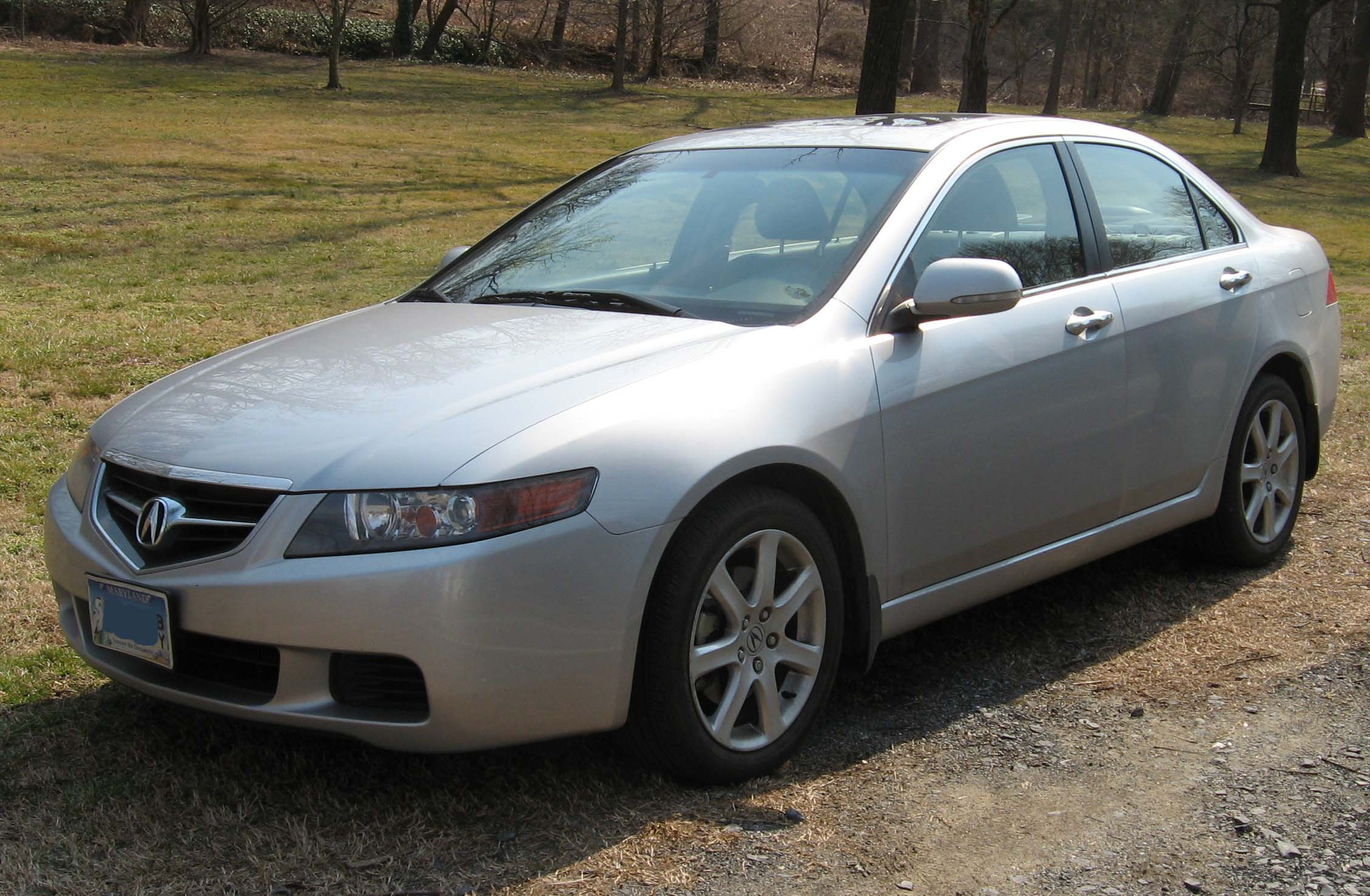
Acura TSX del año 2004-2005.

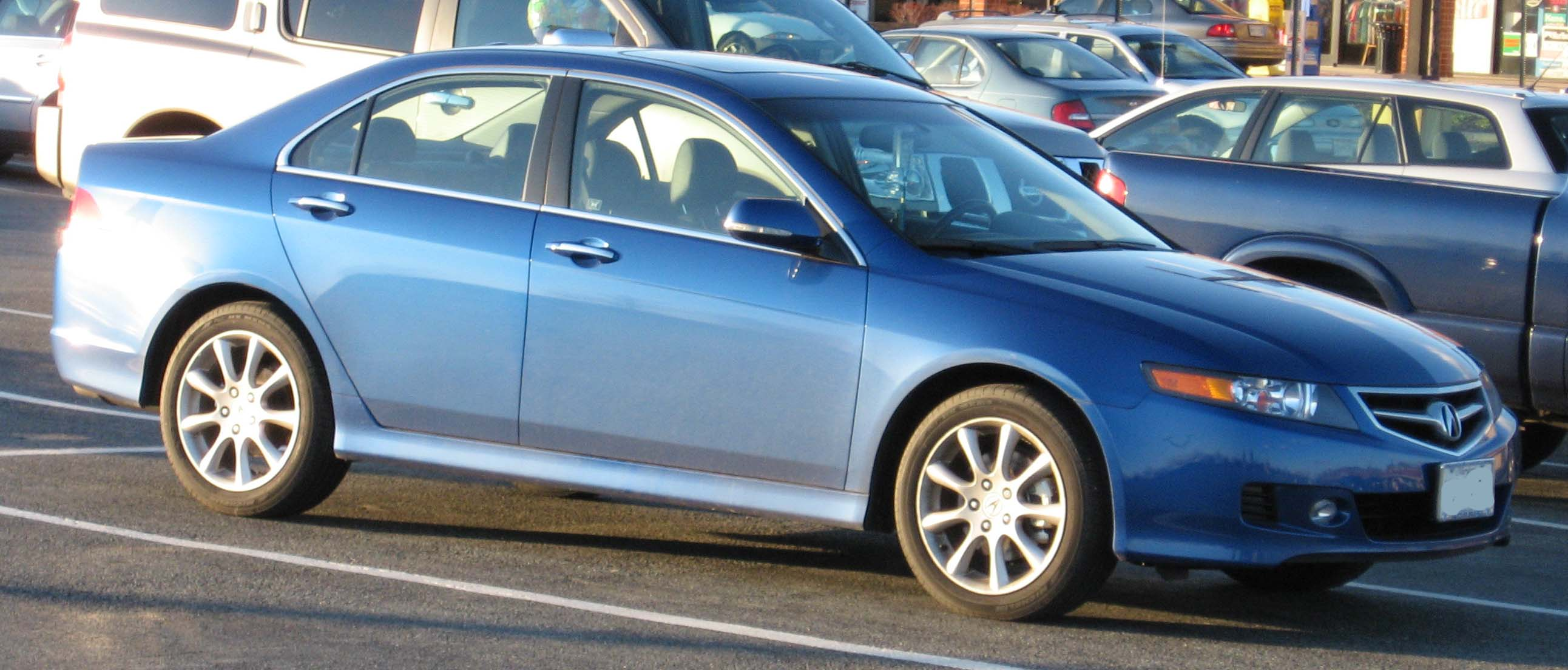
Accura TSX del año 2007.

El Acura TSX es un automóvil del segmento D producido por el fabricante japonés Acura desde abril de 2003 para el mercado de América del Norte. 
El TSX es básicamente un Honda Accord con el paquete "Type-S" vendido en Europa, Japón y Australia desde 2003. Ambos modelos tenían en su lanzamiento diferencias estéticas y mecánicas, que fueron eliminadas paulatinamente; solo cambian el sello de la marca y una configuración de suspensión diferente.
Al igual que el Chevrolet Impala Limited, Acura está expandiendo la producción de las flotas, de las empresas de alquiler, de los departamentos de policía y de las compañías de taxis de todo el camino hasta 2017 para los mercados de Estados Unidos y Canadá solamente.

## Equipamiento
El equipamiento del TSX incluye llantas de 17 pulgadas, faros de xenón, asiento delanteros con calefacción y ajustable eléctricamente (con memoria para el conductor), tapizado en piel, techo solar, climatizador bi-zona, ABS y ESC, airbag frontales y laterales de cortina para los pasajeros de delante y atrás, quedando como única opción el equipo de navegación GPS. Al año siguiente, añade un equipo de radio XM de 360 W, 8 altavoces y cargador de CD, retrovisores exteriores con calefacción o controles del equipo de audio y control de velocidad integrados en el volante.
En el año 2006, el TSX recibió una reestilización en que se renovó el frontal, con un aspecto más deportivo, luces antiniebla de serie y un nuevo diseño de llantas, así como también un sistema de telefonía manos libres con tecnología Bluetooth.

## Mecánica
El TSX incorpora el motor de 2.4 litros de cilindrada que equipa el Honda Accord de séptima generación en otras palabras el motor i-VTEC K24z2 o K24z3 , inicialmente con 200 CV de potencia máxima y 205 CV a partir del año 2006. En cuanto a la transmisión, puede elegirse una manual de seis velocidades o una automática de cinco velocidades con "SportShift".

## Seguridad
El IIHS otorga al Acura TSX del 2005-2007 la calificación de good (bueno) en las pruebas de choque frontal, y de average (medio) en las pruebas de choque lateral.
La agencia estadounidense NHTSA otorgó al Acura TSX del 2006 cinco estrellas en el test de choque frontal para los ocupantes delanteros, cinco estrellas en el test de choque lateral para los ocupantes delanteros, y cuatro estrellas para los ocupantes posteriores.

## Premios y reconocimientos
- En 2006, CNN calificó el TSX como el sedán con mejor valor de reventa en su categoría.[7]
- El Acura TSX estuvo en las ediciones 2004 a 2006 de la "Lista de los Diez Mejores Automóviles" de la revista Car and Driver.
- SmartMoney.com le otorgó al TSX el premio Top-Value Car del año 2004 en la categoría de "sedán de menos de US$ 35.000".